# Irene Burillo
Irene Burillo Escorihuela (Saragozza, 23 luglio 1997) è una tennista spagnola.

## Biografia
Irene Burillo Escorihuela ha vinto 6 titoli in singolare e 8 titoli nel doppio nel circuito ITF in carriera. Il 17 gennaio 2022 ha raggiunto il best ranking mondiale nel singolare, nr 207; il 7 agosto 2023 ha raggiunto il miglior piazzamento mondiale nel doppio, nr 272.
Il 12 luglio 2025, Irene raggiunge la sua prima finale WTA 125 della carriera in doppio al Nordea Open, disputato a Båstad, dove in coppia con la turca Berfu Cengiz, sono state sconfitte dalla coppia ceca numero 2 del tabellone Jesika Malečková e Miriam Škoch con il punteggio di 4-6, 3-6.

## Circuito WTA 125

### Doppio

#### Sconfitte (1)
| N. | Data           | Torneo               | Superficie  | Compagna     | Avversarie in finale          | Punteggio |
| 1. | 12 luglio 2025 | Swedish Open, Båstad | Terra rossa | Berfu Cengiz | Jesika Malečková Miriam Škoch | 4-6, 3-6  |

## Statistiche ITF

### Singolare

#### Vittorie (6)
| Torneo $100.000 (0) |
| Torneo $80.000 (0)  |
| Torneo $75.000 (0)  |
| Torneo $60.000 (1)  |
| Torneo $50.000 (0)  |
| Torneo $40.000 (0)  |
| Torneo $25.000 (3)  |
| Torneo $15.000 (1)  |
| Torneo $10.000 (1)  |

| N. | Data             | Torneo                                          | Superficie  | Avversaria in finale | Score            |
| 1. | 22 novembre 2015 | Circuito Castellon Spain, Castellón de la Plana | Terra rossa | Isabelle Wallace     | 6–2, 6–2         |
| 2. | 12 novembre 2017 | Circuito Castellon Spain, Vinaròs               | Terra rossa | Miriam Bulgaru       | 6–2, 7–5         |
| 3. | 31 gennaio 2021  | Georgia's Rome Tennis Open, Rome                | Cemento     | Grace Min            | 1-6, 7-6(4), 6-1 |
| 4. | 3 ottobre 2021   | Lisboa Belém Open, Lisbona                      | Terra rossa | İpek Öz              | 6-4, 6-0         |
| 5. | 18 agosto 2024   | Erwitte Open, Erwitte                           | Terra rossa | Julie Štruplová      | 6-3, 6-2         |
| 6. | 22 giugno 2025   | Swedish Ladies, Ystad                           | Terra rossa | Alisa Oktiabreva     | 6-3, 6-3         |

#### Sconfitte (9)
| Torneo $100.000 (0) |
| Torneo $80.000 (0)  |
| Torneo $75.000 (0)  |
| Torneo $60.000 (0)  |
| Torneo $50.000 (0)  |
| Torneo $40.000 (1)  |
| Torneo $25.000 (5)  |
| Torneo $15.000 (1)  |
| Torneo $10.000 (2)  |

| N. | Data              | Torneo                                                          | Superficie  | Avversaria in finale | Score            |
| 1. | 16 agosto 2015    | ITF Isla de Gran Canaria, Palma Nova                            | Terra rossa | Nastas'sja Jakimava  | 1–6, 7–6(3), 2–6 |
| 2. | 29 maggio 2016    | Torneo Feminino de La Bisbal, La Bisbal d'Empordà               | Terra rossa | Renata Zarazúa       | 7-6(3), 1-6, 4-6 |
| 3. | 26 febbraio 2017  | Ciudad de Palma Nova, Palma Nova                                | Terra rossa | Olga Sáez Larra      | 4–6, 7–6(3), 2–6 |
| 4. | 22 settembre 2019 | Trofeul Ilie Nastase, Arad                                      | Terra rossa | Andreea Mitu         | 7-6(5), 4-6, 4-6 |
| 5. | 23 maggio 2021    | Torneig Internacional Femení Platja D'Aro, Castell-Platja d'Aro | Terra rossa | Rebeka Masarova      | 3-6, 6-3, 2-6    |
| 6. | 16 ottobre 2022   | Open Féminin 50, Cherbourg-en-Cotentin                          | Cemento (i) | Céline Naef          | 6-3, 5-7, 2-6    |
| 7. | 23 giugno 2024    | Swedish Ladies, Ystad                                           | Terra rossa | Berfu Cengiz         | 3-6, 6-3, 3-6    |
| 8. | 27 ottobre 2024   | Loulé Ladies Open, Loulé                                        | Cemento     | Leonie Küng          | 2-6, 1-6         |
| 9. | 18 maggio 2025    | Women's Bastad, Båstad                                          | Terra rossa | Jazmín Ortenzi       | 4-6, 2-6         |

### Doppio

#### Vittorie (8)
| Torneo $100.000 (1) |
| Torneo $80.000 (0)  |
| Torneo $75.000 (0)  |
| Torneo $60.000 (0)  |
| Torneo $50.000 (0)  |
| Torneo $40.000 (0)  |
| Torneo $25.000 (2)  |
| Torneo $15.000 (4)  |
| Torneo $10.000 (1)  |

| N. | Data             | Torneo                                            | Superficie  | Compagna               | Avversarie in finale              | Score            |
| 1. | 28 maggio 2016   | Torneo Feminino de La Bisbal, La Bisbal d'Empordà | Terra rossa | Ksenija Šarifova       | Anđela Novčić Natasha Piludu      | 7–5, 6–4         |
| 2. | 4 marzo 2017     | Ciudad de Palma Nova, Palma Nova                  | Terra rossa | Ksenija Šarifova       | Inês Murta Isabelle Wallace       | 7–5, 6–3         |
| 3. | 1º aprile 2017   | Hammamet Open, Hammamet                           | Terra rossa | Yvonne Cavallé Reimers | Charlotte Römer Isabelle Wallace  | 6–4, 6–3         |
| 4. | 17 febbraio 2018 | Movistar Womens, Manacor                          | Terra rossa | Olga Parres Azcoitia   | Seone Mendez Alexandra Perper     | 6–4, 2–6, [10–7] |
| 5. | 23 giugno 2018   | Hammamet Open, Hammamet                           | Terra rossa | Andrea Lázaro García   | Fernanda Brito Melissa Morales    | 6–4, 6–4         |
| 6. | 7 settembre 2019 | Marbella Intecracy ITF Cup, Marbella              | Terra rossa | Andrea Lázaro García   | Arantxa Rus Gabriella Taylor      | 6-2, 6-4         |
| 7. | 14 ottobre 2022  | Open Féminin 50, Cherbourg-en-Cotentin            | Cemento (i) | Andrea Lázaro García   | Ankita Raina Rosalie van der Hoek | 6-3, 6-4         |
| 8. | 14 giugno 2025   | Engie Open Biarritz Pays Basque, Biarritz         | Terra rossa | María Portillo Ramírez | Jessie Aney Justina Mikulskytė    | 4-6, 6-1, [10-5] |

#### Sconfitte (10)
| Torneo $100.000 (0) |
| Torneo $80.000 (0)  |
| Torneo $75.000 (0)  |
| Torneo $60.000 (1)  |
| Torneo $50.000 (0)  |
| Torneo $40.000 (1)  |
| Torneo $25.000 (6)  |
| Torneo $15.000 (1)  |
| Torneo $10.000 (1)  |

| N.  | Data             | Torneo                                           | Superficie  | Compagna               | Avversarie in finale                             | Score            |
| 1.  | 17 ottobre 2015  | ITF Ciudad de Melilla, Melilla                   | Terra rossa | Isabelle Wallace       | Estrella Cabeza Candela Oleksandra Korašvili     | 3–6, 1–6         |
| 2.  | 22 aprile 2017   | Forte Village International Tournament, Pula     | Terra rossa | Yvonne Cavallé Reimers | Ankita Raina Eva Wacanno                         | 4-6, 4-6         |
| 3.  | 15 luglio 2017   | Trofeo Mabo, Torino                              | Terra rossa | Yvonne Cavallé Reimers | Estrella Cabeza Candela Paula Cristina Gonçalves | 7–5, 0–6, [8–10] |
| 4.  | 30 giugno 2018   | Hammamet Open, Hammamet                          | Terra rossa | Claudia Hoste Ferrer   | Paula Barañano Fernanda Brito                    | 6(5)-7, 4-6      |
| 5.  | 20 luglio 2019   | Schönbusch Open, Aschaffenburg                   | Terra rossa | Despina Papamichail    | Tatiana Pieri Ivana Popovic                      | 6(5)-7, 4-6      |
| 6.  | 31 agosto 2019   | Vienna Open, Vienna                              | Terra rossa | Andrea Lázaro García   | Vivian Heisen Katharina Hobgarski                | 6(4)-7, 4-6      |
| 7.  | 25 gennaio 2020  | Vero Beach International Tennis Open, Vero Beach | Terra verde | Andrea Lázaro García   | Hsu Chieh-yu Panna Udvardy                       | 5–7, 6–4, [7–10] |
| 8.  | 1º ottobre 2022  | Lisboa Belém Open, Lisbona                       | Terra rossa | Andrea Lázaro García   | Francisca Jorge Matilde Jorge                    | 2-6, 2-6         |
| 9.  | 22 ottobre 2022  | GB Pro-Series Glasgow, Glasgow                   | Cemeto (i)  | Andrea Lázaro García   | Freya Christie Ali Collins                       | 4-6, 1-6         |
| 10. | 17 febbraio 2024 | Chaly Women's, Morelia                           | Cemeto      | Rasheeda McAdoo        | Marina Mel'nikova Lesley Pattinama Kerkhove      | 4-6, 6-4, [9-11] |